# Truly (Lied)
Truly ist ein Lied von Lionel Richie aus dem Jahr 1982, das von ihm geschrieben und von ihm und James Anthony Carmichael produziert wurde. In den Vereinigten Staaten und Kanada wurde die Ballade ein Nummer-eins-Hit. Bei den Grammy Awards 1983 gewann das Lied in der Kategorie Beste männliche Gesangsdarbietung – Pop (Best Pop Vocal Performance, Male).
Im Lied sagt der Protagonist zu seiner Geliebten, wie sehr er sie liebt und immer für sie da sein wird.

## Geschichte
Der Song Truly erschien auf dem Album Lionel Richie. Der Song wurde weltweit im September 1982 veröffentlicht und auf der ersten Single aus Lionel Richies gleichnamigen Debütalbum ausgekoppelt.
Truly erreichte in den amerikanischen Billboard Hot 100 für zwei Wochen Platz 1, im Herbst 1982. Das Lied erreichte ebenfalls Platz 1 in den Adult Contemporary Charts und für neun Wochen Platz 2 in den R&B Charts. Außerdem erreichte Truly Platz 6 in den britischen Singlecharts.

## Musikvideo
Zum Song entstand ein minimalistisches Musikvideo, in dem Lionel Richie den Titel an einem weißen Flügel vorträgt.

## Coverversionen
Joe Cocker interpretierte den Song 1993. Der britische Sänger und Schauspieler Steven Houghton veröffentlichte im März 1998 eine weitere Coverversion von Truly, die Platz 23 der UK Top 40 erreichte. Eine Coverversion von John Mellencamp erschien 2005.